# Karmen Pál-Baláž
Karmen Pál-Baláž (ur. 23 maja 1998 w Rożniawie) – słowacka piosenkarka.

## Życiorys
Muzyką zainteresowała się w dzieciństwie, podejmując naukę gry na różnych instrumentach muzycznych i śpiewając utwory ludowe. Jako uczennica szkoły podstawowej znalazła się w składzie rodzinnego zespołu. Uczyła się gry na fortepianie. Przez pewien czas koncertowała z grupami Peha i Acoustic Nights. W 2017 r. uczestniczyła w węgierskiej wersji programu X Factor. W 2018 r. wzięła udział w konkursie wokalnym Česko Slovenská Superstar; w finale zajęła trzecie miejsce, co stało się przełomem w jej karierze.
W 2019 r. wydała swoje pierwsze single – „Anjel”, „Nádej” i „Púšťam ťa” – oraz debiutancki album studyjny pt. Nádej.
Współpracowała z Celeste Buckingham i Adamem Ďuricą.